# Stop and Stare
"Stop and Stare" là đĩa đơn thứ hai của ban nhạc pop rock nước Mĩ OneRepublic từ album đầu tay của họ Dreaming Out Loud. Được sản xuất bởi Greg Wells, thu và phối khí bởi Joe Zook. "Stop and Stare" lần đầu phát trên radio Hoa Kỳ vào ngày 27 tháng 11 năm 2007, sau đó được phát trên radio Anh ngày 16 tháng 12 năm 2007 và đạt vị trí số 1. Bài hát trở nên thành công trên toàn thế giới tiếp nối sau "Apologize". Đĩa đơn phát hành ngày 3 tháng 3 năm 2008 ở Anh. "Stop and Stare" đã bán được hơn 2 triệu bản trên toàn thế giới.

## Các bài hát

### UK CD single
1. "Stop and Stare" - 3:44
2. "Hearing Voices" - 3:55

### Australian CD single
1. "Stop and Stare" - 3:43
2. "Something's Not Right Here" - 3:02

### iTunes Stop and Stare EP
1. "Stop and Stare" - 3:44
2. "Last Goodbye" (Stripped Live Mix) - 4:31
3. "Too Easy" - 3:15

### iTunes Hit 3 Pack: Stop and Stare - Video EP (The Stripped Sessions)
1. "Too Easy" - 3:45
2. "Don't Go Away" - 4:02
3. "Last Goodbye" - 4:32

## Thành tích trên các bảng xếp hạng
"Stop and Stare" trở thành ca khúc thứ hai của nhóm ở trong Top 20 ca khúc hit ở Mĩ, đạt vị trí thứ 12 trên Hot 100 và thứ 9 trên Pop 100, nhưng đã leo đến vị trí thứ 2 trên Bảng xếp hạng US airplay. Video của bài hát vươn lên dẫn đầu trên VH1 Top 20 Video Countdown. Bài hát đã nằm trong top 20 ở Australia, New Zealand, Áo, Canada, Singapore, Thụy Điển và Thụy Sĩ. Ở Ba Lan bài hát đã đạt vị trí số 1. Trong quá trình phát hành, "Stop and Stare" vươn tới vị trí thứ tư trên UK Singles Chart. Ở Đức, bài hát lọt vào bảng xếp hạng trong tuần đầu tiên ở vị trí thứ 7 và leo lên vị trí thứ 6. Bài hát nắm giữ chắc ở vị trí số 4 trên Billboard European Hot 100.

### Xếp hạng
| Chart (2007/2008)                      | Peak position |
| -------------------------------------- | ------------- |
| Australian ARIA Singles Chart          | 11            |
| Canadian Hot 100                       | 16            |
| Dutch Top 40                           | 46            |
| German Singles Chart                   | 6             |
| Irish Singles Chart                    | 5             |
| Israeli Singles Chart                  | 6             |
| Italian Singles Chart                  | 13            |
| New Zealand Singles Chart              | 11            |
| Swiss Singles Chart                    | 19            |
| Thổ Nhĩ Kỳ Top 20 Chart                | 11            |
| UK Singles Chart                       | 4             |
| UK Airplay Chart                       | 1             |
| U.S. Billboard Hot 100                 | 12            |
| U.S. Billboard Pop 100                 | 9             |
| U.S. Billboard Hot Adult Top 40 Tracks | 2             |